# Thierry Jobin
Thierry Jobin, né en 1969, est un journaliste et critique de cinéma suisse.

## Biographie
Thierry Jobin commence le journalisme à 15 ans. Il étudie la linguistique à l’Université de Fribourg, d'où il sort avec une licence en 1992. 
En 1998, il est engagé par le quotidien Le Temps comme responsable de la section cinéma. Il est directeur artistique du Festival international du film de Fribourg depuis l'édition de 2012. Le magazine L'Hebdo le classe en 2012 parmi les « 100 personnalités qui font la Suisse romande ». Thierry Jobin fait également partie du comité d’experts du fonds suisse visions sud est et de Final Cut in Venice, le fonds de postproduction pour l’Afrique lancé en 2013 par les Festivals de Venise, Amiens et Fribourg.